# Petar Hektorović

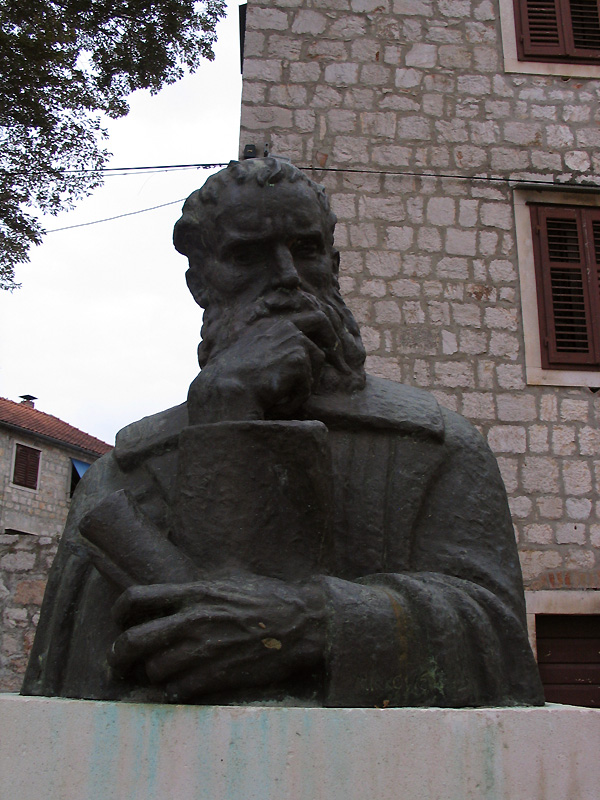
Petar Hektorović, byst i Stari Grad

Petar Hektorović, född 1487 i Stari Grad på ön Hvar, död där 13 mars 1572, var en kroatisk skald.
Hektorovićs förnämsta dikt, Ribanje (Fiskafänget; 1550, tryckt 1568), ger en realistisk idyll från det dalmatinska fiskarlivet, innehåller didaktiska sentenser, överflyttade från den antika världen till den sydslaviska, och har ett mycket stort värde för den slaviska litteraturhistorien därigenom, att författaren inlagt tre bugaršćine, det vill säga äkta slaviska folkvisor, delvis med folklig musik, däribland visan om Marko Kraljević och hans bror Andrijas. Dessutom skrev Hektorović en dramatisering av legenden om martyren Sankt Lars, några rimmade poslanice (epistolæ) och översatte Ovidius "De remedio amoris".